# 제후 데이비스
제휴 데이비스(Jehu Davis, 1737년 4월 14일, 영국령 아메리카 메릴랜드 식민지 우스터 카운티 ~ 1801년 4월 13일, 델라웨어주 켄트 카운티)은 미국의 정치인으로 델라웨어 주지사이다.

## 경력
- 1777 ~ 1789 델라웨어주 도버 판사
- 1776.10 ~ 1777.10 델라웨어 뉴캐슬 선거구 하원의원
- 1777.10 ~ 1790.10 델라웨어 도버 선거구 하원의원
- 1789.03 ~ 1789.06 제9대 델라웨어주 주지사
- 1789 ~ 1792 델라웨어주 도버 판사
- 1793 ~ 1802 델라웨어주 도버 판사

## 역대 선거 결과
| 선거명      | 직책명                          | 대수 | 정당   | 득표율 | 득표수 | 결과 | 당락                 |
| ----------- | ------------------------------- | ---- | ------ | ------ | ------ | ---- | -------------------- |
| 1776년 선거 | 하원의원 (델라웨어 켄트 선거구) | 1대  | 연방당 | 11.11% | 1표    | 9위  | 델라웨어 주의원 당선 |
| 1777년 선거 | 하원의원 (델라웨어 켄트 선거구) | 2대  | 연방당 | 14.29% | 1표    | 5위  | 델라웨어 주의원 당선 |
| 1778년 선거 | 하원의원 (델라웨어 켄트 선거구) | 3대  | 연방당 | 16.67% | 1표    | 5위  | 델라웨어 주의원 당선 |
| 1779년 선거 | 하원의원 (델라웨어 켄트 선거구) | 4대  | 연방당 | 14.29% | 1표    | 2위  | 델라웨어 주의원 당선 |
| 1782년 선거 | 하원의원 (델라웨어 켄트 선거구) | 7대  | 연방당 | 14.29% | 1표    | 7위  | 델라웨어 주의원 당선 |
| 1783년 선거 | 하원의원 (델라웨어 켄트 선거구) | 8대  | 연방당 | 14.29% | 1표    | 6위  | 델라웨어 주의원 당선 |
| 1786년 선거 | 하원의원 (델라웨어 켄트 선거구) | 11대 | 연방당 | 14.29% | 1표    | 7위  | 델라웨어 주의원 당선 |
| 1787년 선거 | 하원의원 (델라웨어 켄트 선거구) | 12대 | 연방당 | 14.29% | 1표    | 1위  | 델라웨어 주의원 당선 |
| 1788년 선거 | 하원의원 (델라웨어 켄트 선거구) | 13대 | 연방당 | 14.29% | 1표    | 4위  | 델라웨어 주의원 당선 |
| 1789년 선거 | 하원의원 (델라웨어 켄트 선거구) | 14대 | 연방당 | 13.00% | 598표  | 3위  | 델라웨어 주의원 당선 |